# 徳富川
徳富川（とっぷがわ）は、北海道樺戸郡新十津川町を流れる石狩川支流の一級河川。

## 概要
樺戸郡新十津川町と石狩市、増毛郡増毛町との境界にある群別岳東斜面を水源として、徳富ダム（トップ湖）を経て新十津川町市街地を流れ、滝川市との境界付近で石狩川と合流する。

## 主な支流
- 幌加徳富川
- ルークシュベツ川
- ワッカウエンベツ川
- 総富地（そっち）川

## 名称由来
石狩川との合流点付近をアイヌ語でトックプトと呼び、この当たり一帯をトック原野と称していたことから。「トック」は「凸起(物）・凸出（物）」、「プト」は「川の入り口」の意。

## 主な橋梁
- 北幌加橋 - 国道451号線
- 学総橋 - 北海道道625号学園新十津川停車場線
- 里見大橋
- 新十津川橋 - 国道275号線